# Гладстон (Мічиган)
Гладстон (англ. Gladstone) — місто (англ. city) в США, в окрузі Делта штату Мічиган. Населення — 5257 осіб (2020).

## Географія
Гладстон розташований за координатами 45°51′1″ пн. ш. 87°1′35″ зх. д. / 45.85028° пн. ш. 87.02639° зх. д. (45.850336, -87.026317).  За даними Бюро перепису населення США в 2010 році місто мало площу 20,53 км², з яких 12,96 км² — суходіл та 7,57 км² — водойми.

## Демографія
Згідно з переписом 2010 року, у місті мешкали 4973 особи в 2182 домогосподарствах у складі 1374 родин. Густота населення становила 242 особи/км².  Було 2431 помешкання (118/км²).
Расовий склад населення:
| - 95,4 % — білих - 1,9 % — корінних американців - 0,3 % — азіатів - 0,2 % — чорних або афроамериканців |

До двох чи більше рас належало 1,8 %. Частка іспаномовних становила 1,0 % від усіх жителів.
За віковим діапазоном населення розподілялося таким чином: 22,7 % — особи молодші 18 років, 56,2 % — особи у віці 18—64 років, 21,1 % — особи у віці 65 років та старші. Медіана віку мешканця становила 43,6 року. На 100 осіб жіночої статі у місті припадало 91,1 чоловіків;  на 100 жінок у віці від 18 років та старших — 87,3 чоловіків також старших 18 років.
Середній дохід на одне домашнє господарство  становив 53 389 доларів США (медіана — 44 155), а середній дохід на одну сім'ю — 63 976 доларів (медіана — 54 837). Медіана доходів становила 44 702 долари для чоловіків та 30 436 доларів для жінок. За межею бідності перебувало 13,6 % осіб, у тому числі 14,4 % дітей у віці до 18 років та 8,5 % осіб у віці 65 років та старших.
Цивільне працевлаштоване населення становило 2085 осіб. Основні галузі зайнятості: освіта, охорона здоров'я та соціальна допомога — 23,5 %, роздрібна торгівля — 19,9 %, мистецтво, розваги та відпочинок — 12,1 %, виробництво — 9,6 %.